# Wisconsinprotesten in 2011

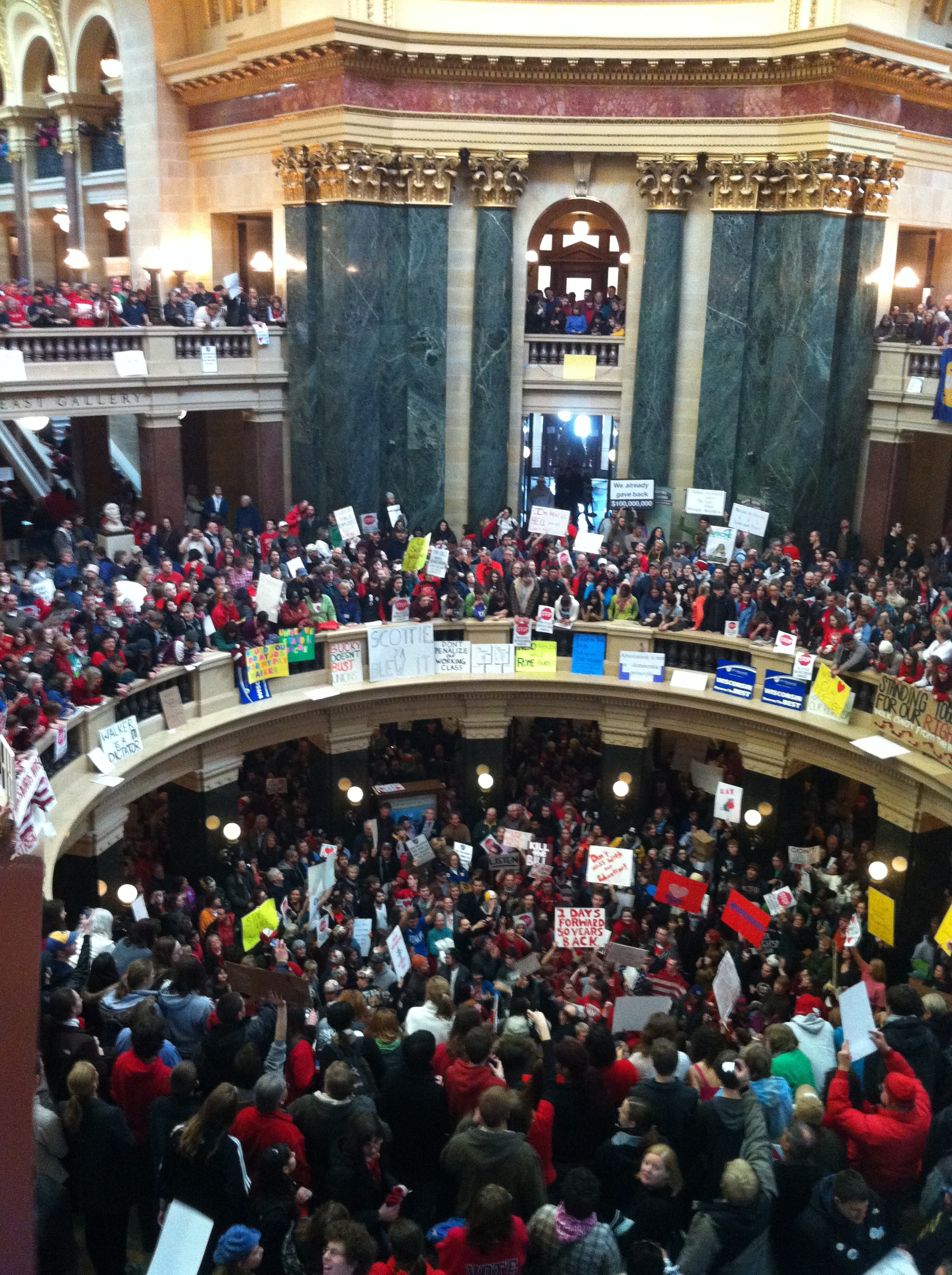
Bezetting van de Staatssenaat van Wisconsin door demonstranten

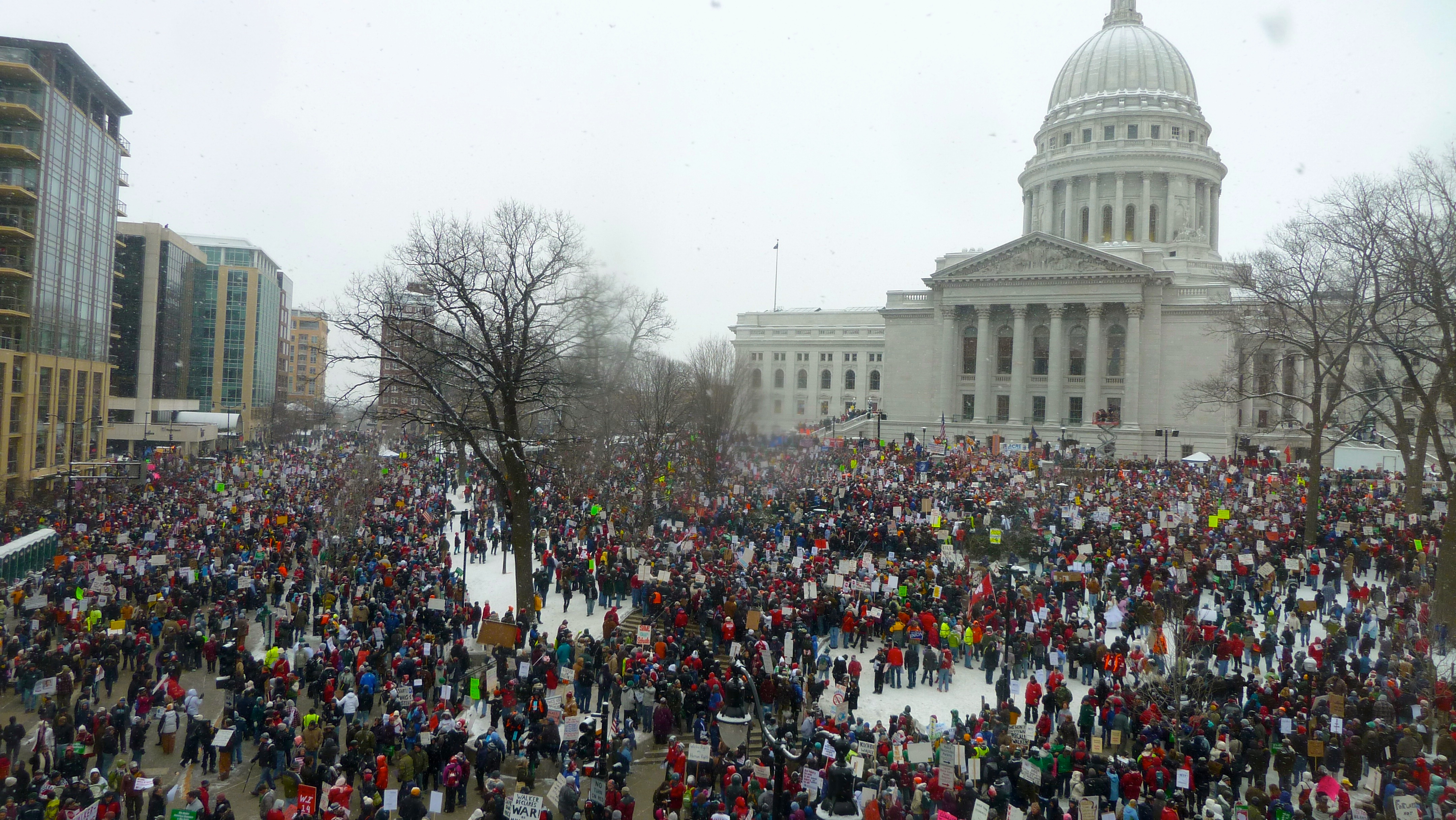
Duizenden demonstranten voor de Staatssenaat in Madison

De Wisconsinprotesten in 2011 kwamen voort uit een conflict tussen de Democraten en Republikeinen in de staatssenaat van de Amerikaanse staat Wisconsin. Op 14 februari stelde de Republikeinse gouverneur Scott Walker de Wisconsin Budget Repair Bill voor.
In het wetsvoorstel stond dat mensen die voor de overheid werken hogere pensioenpremies moesten betalen. Ook ging de bijdrage voor hun zorgverzekering omhoog. Deze maatregelen waren nodig volgens de gouverneur omdat Wisconsin kampte met een begrotingstekort van 3.6 miljard dollar. Over deze zaken onderhandelde Wisconsin doorgaans met de vakbonden. Door de wet mochten de vakbonden ook geen cao-onderhandelingen meer voeren namens ambtenaren. Hun macht zou dus fors worden ingeperkt.

## Geschiedenis
De Democratische Partij heeft van oorsprong de nauwste banden met de vakbonden. Zij hadden grote moeite met het idee. De Democraten waren weliswaar de minderheidspartij in de Senaat, maar om een stemming over de wet te laten doorgaan was er wel een quorum nodig. Op 20 februari verlieten 14 Democratische staatssenatoren Wisconsin en hielden zich schuil in Illinois om ervoor te zorgen dat de stemming niet door kon gaan.
Het voorstel leidde ook tot massale protesten en de grootste demonstraties in de staat sinds de Vietnamoorlog. Op 15 februari waren er al tienduizenden demonstranten verzameld in Madison, de hoofdstad van de staat. Dit aantal groeide uit tot zeker negentigduizend op 19 februari. De protesten bleven gedurende de gehele absentie van de Democratische staatssenatoren doorgaan. Op 17 februari bezetten vijfentwintigduizend demonstranten het Senaatsgebouw. Dit gebouw werd pas op 3 maart op last van de rechter ontruimd.
De Republikeinen besloten op 9 maart de wet licht aan te passen, zodat deze formeel niet meer over de overheidsfinanciën ging, maar alleen over de vakbonden. Daardoor kon de wet alsnog worden aangenomen omdat hiervoor geen quorum nodig was. In een stemming waarbij 18 staatssenatoren voor stemden en 1 tegen werd de wet alsnog aangenomen. Een dag later stemde het Huis van Afgevaardigden van Wisconsin met 53 voor en 42 tegen ook in met de wet.
Gouverneur Walker ondertekende de wet op 11 maart. Een dag eerder legde hij in een opinie-artikel in The Wall Street Journal zijn beweegredenen uit. Volgens hem werden vooral ouderen door de vakbonden bevoordeeld. Zij hadden de meeste rechten en kostten het meeste geld. Daardoor was het voor een school bijvoorbeeld erg moeilijk om een oudere, niet goed functionerende docent, te ontslaan.
De 14 Democratische staatssenatoren keerden op 12 maart terug naar Wisconsin. Zij werden opgewacht door een menigte die geschat werd op vijfentachtigduizend tot honderdduizend betogers. Spencer Coggs, een van de senatoren zei: "we zijn terug om ons te verenigen en te vechten samen met onze aanhang. Wij gaven hen hoop. Zij ons inspiratie". Scott Fitzgerald, de Republikeinse meerderheidsleider in de Staatssenaat sprak heel andere woorden. Hij noemde de Democratische senatoren "de 14 meest beschamende figuren in de staat Wisconsin (...) een absolute belediging voor de honderden en duizenden Wisconsieten die moeite hebben werk te vinden, laat staan weg kunnen vluchten naar Illinois".
De wet werd later in de maand echter opgeschort door een rechter, omdat er niet was voldaan aan de wettelijke eis om 24 uur inzage te bieden in de wet, voordat deze werd aangenomen.